# John Arne Riise
Pour les articles homonymes, voir Riise.
John Arne Semundseth Riise, né le 24 septembre 1980 à Ålesund en Norvège, est un footballeur international norvégien qui évolue au poste d'arrière gauche entre 1997 et 2016.
Il est le frère de Bjørn Helge Riise, également footballeur.

## Biographie

### Carrière en club

#### Aalesunds FK
Né à Ålesund en Norvège, John Arne Riise commence sa carrière dans le club de sa ville natale, l'Aalesunds FK. À 16 ans, il dispute son premier match avec l'équipe première. Il joue 25 matches avec ce club (pour 5 buts) avant de partir à l'AS Monaco en 1998.

#### AS Monaco
John Arne Riise arrive à l'AS Monaco en 1998. Il fait sa première apparition en première division le 25 septembre 1998, lors d'un match contre Le Havre AC. Il entre en jeu à la place de Christophe Pignol lors de cette rencontre remportée par son équipe (3-0 score final).
Disputant seulement 7 matches lors de sa première saison sous le maillot monégasque, il s'impose petit à petit dans l'équipe et est l'un des principaux artisans du titre de champion de France de l'ASM lors de la saison 1999-2000. Il donne notamment la victoire de son équipe en étant le seul buteur du match le 16 février 2000 contre les Girondins de Bordeaux, en championnat. Jouant 27 matches au côté de Marco Simone, Trezeguet, Giuly ou Barthez, il se distingue par sa grosse frappe de balle. La saison suivante, il exprime ses envies de départ et est contacté par plusieurs clubs anglais comme Leeds united, Fulham et le Liverpool FC.

#### Liverpool FC
John Arne Riise s'engage ainsi avec le Liverpool FC, qui le recrute contre un chèque de 6 500 000 euros (4 millions de livres). Le transfert est annoncé le 20 juin 2001 et il signe un contrat de cinq ans, soit jusqu'en juin 2006.
Il joue son premier match sous le maillot de Liverpool le 24 aout 2001 à l'occasion de la rencontre de Super Coupe d'Europe disputée au Stade Louis-II de Monaco face au Bayern Munich (victoire 3-2). Il inscrit à cette occasion le premier but de la rencontre à la 23e minute. Cette saison-là, il joue 55 matches (dont 38 en championnat) et marque 8 buts. Devenu l'un des éléments les plus importants du dispositif mis en place par Gérard Houllier, il joue 37 rencontres durant l'édition 2002-2003.
Régulièrement sollicité par l'entraîneur Français, il garde également la confiance de Rafael Benitez arrivé sur les bords de la Mersey durant l'été 2004. Il dispute 37 matches en 2004-2005 et remporte cette année-là la 5e Ligue des Champions du club. Lors de la mémorable finale qui a lieu au Stade olympique Atatürk d'Istanbul le 25 mai 2005 face au Milan AC (3-3, victoire de Liverpool 3-2 aux tirs au but), il réalise la passe décisive pour Steven Gerrard pour le premier but mais rate son tir au but lors de la séance finale.
S'étant imposé comme un joueur clé de l'équipe Riise est récompensé en prolongeant son contrat avec les Reds le 20 janvier 2006, étant alors lié au club jusqu'en juin 2009. Il déclare alors vouloir terminer sa carrière sous ce maillot. 
Très régulièrement titulaire au milieu de terrain, voire en défense, durant les 3 saisons suivantes, il dispute ainsi successivement 50, 46 et 41 toutes compétitions confondues de 2005 à 2008. Durant cette période, il remporte la FA Cup 2006, marquant notamment en demi-finale face à Chelsea et inscrivant son coup de pied au but lors de la finale remportée le 13 mai 2006 contre West Ham (3-3). 
Un an plus tard, le 23 mai 2007, il est titulaire comme arrière gauche lors de la Finale de la Ligue des Champions 2007 perdue contre le Milan AC (1-2). À ses côtés en défense évoluent ce jour-là Steve Finnan, Jamie Carragher et Daniel Agger.

#### AS Rome
Barré par le Brésilien Fábio Aurélio à Liverpool, Riise décide de donner un nouveau tournant à sa carrière durant l'été 2008. Le 18 juin 2008, il signe un contrat de quatre ans en faveur de l'AS Rome. Le montant du transfert est de 5 millions d'euros. 
Riise fait sa première apparition sous ses nouvelles couleurs le 24 août 2008, à l'occasion de la Supercoupe d'Italie 2008 face à l'Inter Milan. Il est titularisé lors de cette rencontre où les deux équipes, neutralisés dans le temps réglementaire (2-2), s'affrontent dans une séance de tirs au but où l'Inter s'impose. L'arrière gauche norvégien fait ensuite ses débuts en Serie A le 31 août suivant, lors de la première journée de la saison 2008-2009 contre le SSC Naples (1-1 score final).
Il devient rapidement l'un des chouchous du Stade Olympique par son activité et ses buts décisifs. Il inscrit notamment l'un des buts lors de la victoire romaine face au Milan AC 3-2, match dont il est d'ailleurs élu homme du match. 
En trois saisons en Italie, il dispute 99 matches (7 buts) n'obtenant que le titre (honorifique) de vice-champion d'Italie derrière l'Inter Milan lors de la saison 2009-2010.

#### Fulham
Après trois saisons pleines en Italie, il signe à Fulham en juillet 2011, où il rejoint son frère Bjørn Helge Riise. Le montant du transfert est de 2 600 000 euros. Il fait ses débuts sous le maillot des Cottagers à domicile le 21 juin 2011 face aux Nord-Irlandais du Crusaders (4-0). à l'occasion du deuxième tour aller de la Ligue Europa 2011-2012. Il s'impose alors sur le côté gauche de la défense londonienne, jouant notamment 41 matches en 2011-2012 et 32 en 2012-2013. Le 22 décembre 2012, il reçoit les honneurs du Kop de Liverpool à Anfield, ces derniers l'acclamant à l'occasion de son retour dans son ancien stade et reprenant la chanson qui fut composée en son honneur quelques saisons plus tôt, la Riise song. Le 3 juin 2014 il est libéré par Fulham FC.

#### APOEL Nicosie et fin de carrière
Libre de tout contrat, il s'engage pour l'APOEL Nicosie le 1er septembre 2014. Après une trentaine de rencontres avec le club chypriote, il part en Inde et rejoint le Delhi Dynamos FC lors de l'été 2015. Il ne reste que quelques mois en Indian Super League et s'engage en mars 2016 dans son club formateur, le Aalesund FK.
En juin 2016, il annonce qu'il met un terme à sa carrière sportive.

### Carrière internationale
John Arne Riise est appelé dans les différentes sélections de jeunes depuis 1997 ses jeunes années dans l'équipe d'Aalesunds FK.  
Riise honore finalement sa première sélection avec l'équipe nationale de Norvège le 31 janvier 2000 appelé par Nils Johan Semb lors d'une rencontre amicale face à l'Islande (0-0). Il est titularisé puis remplacé à la 80e par Roar Strand. Quelques semaines plus tard, le 23 février 2000 face à la Turquie en match amical toujours, il inscrit son premier but en sélection pour sa troisième apparition sous le maillot de la sélection. Son équipe s'impose finalement par deux buts à zéro. 
Riise fait partie du groupe norvégien disputant la phase finale de l'Euro 2000 en Hollande et en Belgique : la Norvège est éliminée en phase de poules  mais lui ne dispute aucune rencontre durant cette compétition.
Plus de 10 ans plus tard, il est encore le premier choix des sélectionneurs en tant qu'arrière gauche de l'équipe nationale. Le 12 novembre 2011, il fête sa 100e sélection lors de la sévère défaite de son équipe face au Pays de Galles (1-4). Le 15 août 2012, il égale Thorbjørn Svenssen en tant que recordman du nombre de sélections (104) et marque un but face à la Grèce en amical (défaite 2-3).

### Carrière de dirigeant
Le 4 janvier 2019, John Arne Riise est nommé directeur sportif du Birkirkara FC (D1 maltaise).

## Palmarès

### En club
- AS Monaco
  - Champion de France en 2000
  - Vainqueur du Trophée des champions en 2000

- Liverpool FC
  - Vainqueur de la Ligue des champions en 2005
  - Finaliste de la Ligue des champions en 2007
  - Vice-champion d'Angleterre en 2002
  - Vainqueur de la Coupe d'Angleterre en 2006
  - Vainqueur de la League Cup en 2003
  - Finaliste de la League Cup en 2005
  - Finaliste de la Coupe du monde des clubs en 2005
  - Vainqueur de la Supercoupe de l'UEFA en 2001 et 2005.
  - Vainqueur du Community Shield en 2001 et 2006

- AS Rome
  - Vice-champion d'Italie en 2010.

- APOEL Nicosie
  - Champion de Chypre en 2015
  - Vainqueur de la Coupe de Chypre en 2015.

### Distinction individuelle
- Joueur norvégien de l'année en 2006.

## Statistiques
| Saison    | Club         | Pays           | Championnat        | Coupes nationales | Coupes Continentales                | Sélection Norvège  |
| --------- | ------------ | -------------- | ------------------ | ----------------- | ----------------------------------- | ------------------ |
| 1997      | Aalesund FK  | Division 2     | 8 matchs / 1 but   | -                 | -                                   | -                  |
| 1998      | Aalesund FK  | Division 2     | 17 matchs / 4 buts | -                 | -                                   | -                  |
| 1998-1999 | AS Monaco    | Division 1     | 7 matchs / 0 but   | 3 matchs          | 1 match (C3)                        | -                  |
| 1999-2000 | AS Monaco    | Division 1     | 21 matchs / 1 but  | 5 matchs / 2 buts | 6 matchs / 1 but (C3)               | 4 matchs / 1 but   |
| 2000-2001 | AS Monaco    | Division 1     | 16 matchs / 3 buts | 3 matchs          | 2 matchs (C1)                       | 3 matchs           |
| 2001-2002 | Liverpool FC | Premier League | 38 matchs / 7 buts | 3 matchs          | 14 + 1 matchs / 0 + 1 but (C1 + SC) | 8 matchs           |
| 2002-2003 | Liverpool FC | Premier League | 37 matchs / 6 buts | 8 matchs          | 6 + 5 matchs (C1 + C3)              | 10 matchs / 2 buts |
| 2003-2004 | Liverpool FC | Premier League | 28 matchs / 0 but  | 3 matchs          | 4 matchs (C3)                       | 10 matchs          |
| 2004-2005 | Liverpool FC | Premier League | 37 matchs / 6 buts | 5 matchs / 1 but  | 15 matchs / 1 but (C1)              | 10 matchs / 2 buts |
| 2005-2006 | Liverpool FC | Premier League | 32 matchs / 1 but  | 6 matchs / 3 buts | 11 + 1 + 2 matchs (C1 + SC + CM)    | 9 matchs           |
| 2006-2007 | Liverpool FC | Premier League | 33 matchs / 1 but  | 3 matchs / 2 buts | 12 matchs / 2 buts (C1)             | 8 matchs / 1 but   |
| 2007-2008 | Liverpool FC | Premier League | 29 matchs / 0 but  | 5 matchs          | 10 matchs (C1)                      | 9 matchs / 2 buts  |
| 2008-2009 | AS Rome      | Serie A        | 31 matchs / 2 buts | 3 matchs          | 8 matchs (C1)                       | 9 matchs / 1 but   |
| 2009-2010 | AS Rome      | Serie A        | 36 matchs / 5 buts | 4 matchs          | 12 matchs / 3 buts (C3)             | 7 matchs / 3 buts  |
| 2010-2011 | AS Rome      | Serie A        | 32 matchs / 0 but  | 5 matchs / 1 but  | 5 matchs (C1)                       | 9 matchs / 1 but   |
| 2011-2012 | Fulham FC    | Premier League | 36 matchs / 0 but  | 2 matchs          | 6 matchs (C3)                       | 7 matchs / 1 but   |
| 2012-2013 | Fulham FC    | Premier League | 31 matchs / 0 but  | 1 match           | -                                   | 7 matchs / 2 buts  |
| 2013-2014 | Fulham FC    | Premier League | 2 matchs           | -                 | -                                   | -                  |

 Dernière mise à jour le 31 août 2013

## Buts en sélection
| Buts en sélection de John Arne Riise | Buts en sélection de John Arne Riise | Buts en sélection de John Arne Riise           | Buts en sélection de John Arne Riise | Buts en sélection de John Arne Riise | Buts en sélection de John Arne Riise | Buts en sélection de John Arne Riise |
|                                      | Date                                 | Lieu                                           | Adversaire                           | Score                                | Résultat                             | Compétition                          |
| ------------------------------------ | ------------------------------------ | ---------------------------------------------- | ------------------------------------ | ------------------------------------ | ------------------------------------ | ------------------------------------ |
| 1.                                   | 23 février 2000                      | Stade Ali Sami Yen, Istanbul (Turquie)         | Turquie                              | 0-1                                  | 0-2                                  | Match amical                         |
| 2.                                   | 7 septembre 2002                     | Ullevaal Stadion, Oslo (Norvège)               | Danemark                             | 1-1                                  | 2-2                                  | Éliminatoires Euro 2004              |
| 3.                                   | 16 octobre 2002                      | Ullevaal Stadion, Oslo (Norvège)               | Bosnie-Herzégovine                   | 2-0                                  | 2-0                                  | Éliminatoires Euro 2004              |
| 4.                                   | 9 février 2005                       | Ta' Qali Stadium, Mdina (Malte)                | Malte                                | 0-3                                  | 0-3                                  | Match amical                         |
| 5.                                   | 8 juin 2005                          | Råsunda, Solna (Suède)                         | Suède                                | 1-1                                  | 2-3                                  | Match amical                         |
| 6.                                   | 2 juin 2007                          | Ullevaal Stadion, Oslo (Norvège)               | Malte                                | 4-0                                  | 4-0                                  | Éliminatoires Euro 2008              |
| 7.                                   | 12 septembre 2007                    | Ullevaal Stadion, Oslo (Norvège)               | Grèce                                | 2-2                                  | 2-2                                  | Éliminatoires Euro 2008              |
| 8.                                   | 28 mai 2008                          | Ullevaal Stadion, Oslo (Norvège)               | Uruguay                              | 2-2                                  | 2-2                                  | Match amical                         |
| 9.                                   | 1er avril 2009                       | Ullevaal Stadion, Oslo (Norvège)               | Finlande                             | 1-1                                  | 3-2                                  | Match amical                         |
| 10.                                  | 12 août 2009                         | Ullevaal Stadion, Oslo (Norvège)               | Écosse                               | 1-0                                  | 4-0                                  | Éliminatoires Coupe du monde 2010    |
| 11.                                  | 5 septembre 2008                     | Laugardalsvöllur, Reykjavik (Islande)          | Islande                              | 0-1                                  | 1-1                                  | Éliminatoires Coupe du monde 2010    |
| 12.                                  | 9 septembre 2009                     | Ullevaal Stadion, Oslo (Norvège)               | Macédoine du Nord                    | 2-0                                  | 2-1                                  | Éliminatoires Coupe du monde 2010    |
| 13.                                  | 8 octobre 2010                       | Antonis Papadopoulos Stadium, Larnaca (Chypre) | Chypre                               | 0-1                                  | 1-2                                  | Éliminatoires Euro 2012              |
| 14.                                  | 10 août 2011                         | Ullevaal Stadion, Oslo (Norvège)               | Tchéquie                             | 2-0                                  | 3-0                                  | Match amical                         |
| 15.                                  | 15 août 2012                         | Ullevaal Stadion, Oslo (Norvège)               | Grèce                                | 2-3                                  | 2-3                                  | Match amical                         |
| 16.                                  | 11 septembre 2012                    | Ullevaal Stadion, Oslo (Norvège)               | Slovénie                             | 2-1                                  | 2-1                                  | Éliminatoires Coupe du monde 2014    |